# Robot Delta

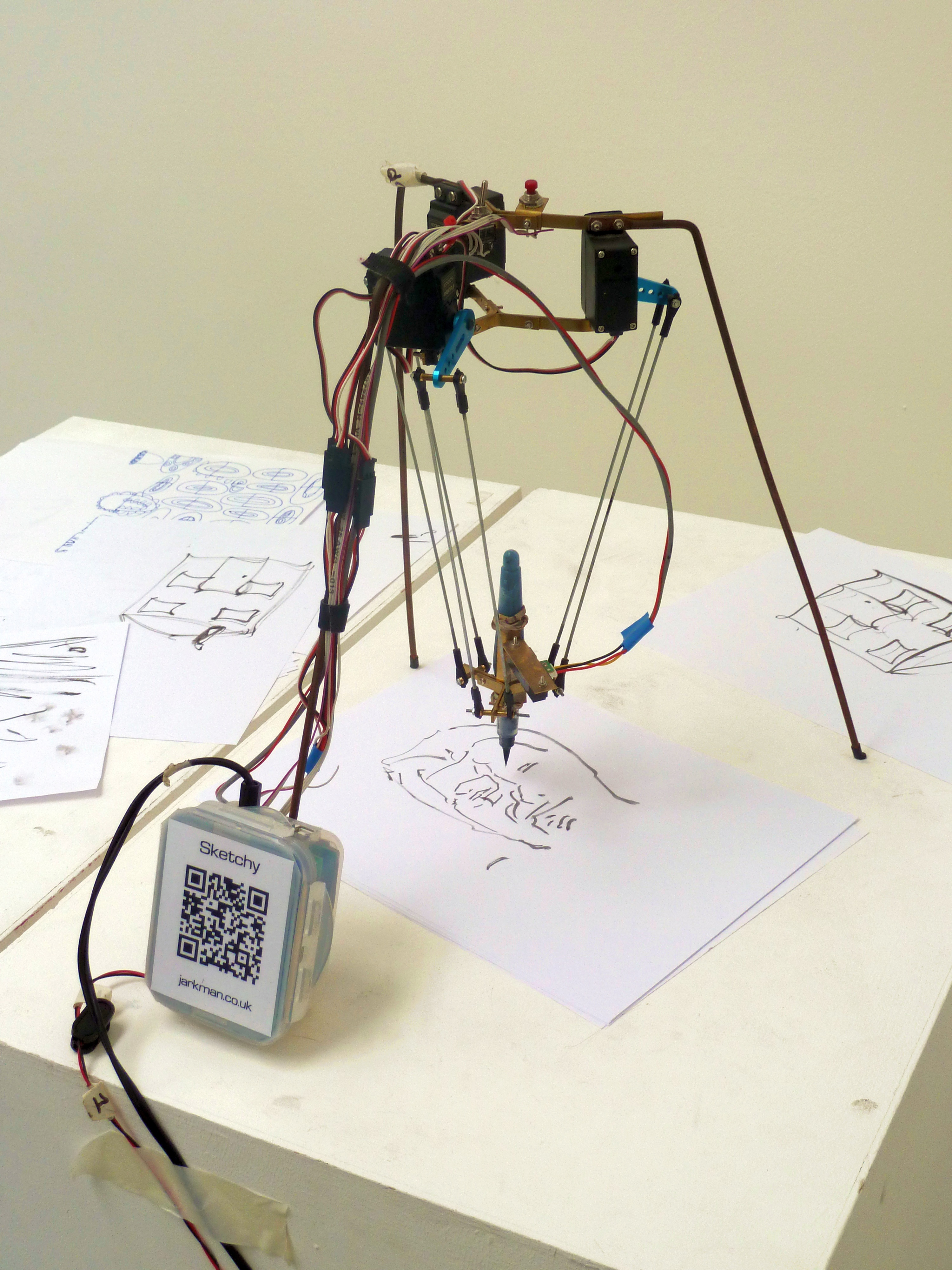
Robot Delta en action

Le Robot Delta est un robot ayant un bras de manipulation formé de 3 parallélogrammes, ce qui, vu sa légèreté, lui permet d'être rapide et de garder sa charge dans la même orientation.
Il fait partie de la famille des robots parallèles parfois appelés hexapodes.
Léger, précis et rapide, certains appareils supportent et travaillent avec des accélérations de 50 g.

## Histoire
En 1985, Reymond Clavel, ingénieur doctorant à l'École polytechnique fédérale de Lausanne (EPFL), Laboratoire de système robotiques (LSRO), l'imagine et dépose un brevet. 
En 1987, il entre en application avec une licence vendue aux frères Demaurex qui entreprennent sa commercialisation pour l'industrie de mise en boîte (conditionnement des boîtes de chocolat). Depuis plusieurs années, le robot est commercialisé par Bosch Packaging Technology SA (Ex. Demaurex SA) sous les noms de Presto, Paloma, Delfi et Astor, par ABB sous le nom de Flexpicker, ainsi que SIG-Bosch sous les noms de SIGMonoPacker et XR31 et reste sans contredit le robot parallèle le plus populaire.
En 2007, le brevet monte dans le domaine public.